# Misséni
Misséni est une commune du Mali, dans le cercle de Kadiolo et la région de Sikasso. La commune couvre un air de 915 km et inclus 21 villages.
Dans un recensement de 2009, la population atteignait les 45 240 personnes. Le village de Misséni est le centre administratif de la commune, il se situe à 47 km au Sud-Ouest de Kadiolo.